# 繁峙南关故城
繁峙南关故城，位于中华人民共和国山西省忻州市繁峙县杏园乡南关村西，已列为山西省文物保护单位。

## 保护
2021年8月4日，繁峙南关故城由山西省人民政府公布为第六批山西省文物保护单位，编号6-8。